# Sitora Dushanbe
El FK Sitora Dushanbe (en tayiko: Dastai Futboli Sitora) fue un club de fútbol profesional de la ciudad de Dusambé, capital de Tayikistán. El club militó durante seis temporadas en la Liga de fútbol de Tayikistán, la liga de fútbol más importante del país.

## Historia
El club fundado en 1990 llegó a ser en su corta existencia uno de los clubes más importantes y ganadores en Tayikistán luego de la Independencia de la Unión Soviética al ganar 2 títulos de Liga y una Copa.
En 1992 hizo su debut en el campeonato independiente de Tayikistán, terminando en 10º lugar. Sin embargo, en 1993 el equipo hizo el doblete ganó el campeonato por delante del poderoso "Pamir Dushanbe" y ganó la Copa de Tayikistán. El éxito en la liga lo logró repetir en 1994 y en las próximas dos temporadas acabaría en los puestos 3° y  2°.
El campeonato de 1997 fue el último del club, finalizando en la séptima posición, pero debido a problemas financieros el equipo se disolvió y se retiró del campeonato del año siguiente.

## Pálmarés
- Liga Tayika: 2 títulos.

1993, 1994
- Copa Tayika: 1 título.

1993

### Asia
| Temporada | Torneo                 | Ronda      | Club             | Resultado |
| --------- | ---------------------- | ---------- | ---------------- | --------- |
| 1994/95   | Asian Cup Winners' Cup | Preliminar | Neftchi Farg'ona | 0–3       |
| 1994/95   | Asian Cup Winners' Cup | Preliminar | Köpetdag Aşgabat | 1–7       |
| 1994/95   | Asian Cup Winners' Cup | Preliminar | Ansat Pavlodar   | 0–4       |
| 1994/95   | Asian Cup Winners' Cup | Preliminar | Alga Bishkek     | 3–1       |

### Rusia
- Copa de la CIS: 2 apariciones.

1994, 1995